# Tübinger Gaumenplatte
Die Tübinger Platte ist eine Gaumenplatte für Kinder mit einer Kiefer-Fehlbildung namens Pierre-Robin-Sequenz.

## Pierre-Robin-Sequenz
Die auch Pierre-Robin-Syndrom genannte Fehlbildung beim Menschen entsteht durch eine embryonale Entwicklungsstörung und wird durch drei Symptome charakterisiert:
- kleiner Unterkiefer, fliehendes Kinn
- in den Rachen verlagerte Zunge mit teilweiser Behinderung der Luftwege
- in 60–80 % der Fälle U-förmige Gaumenspalte

## Funktion
Durch die Tübinger Platte mit integriertem Sporn wird die Zunge nach vorn verlagert. So bekommen die Kinder besser Luft und das Unterkieferwachstum wird angeregt. Die für Kinder wenig belastende Therapie mit der Tübinger Platte führt zu einer wesentlich höheren Lebensqualität der Kinder mit Pierre-Robin-Sequenz und ihrer Familien, bedarf aber noch weiterer wissenschaftlicher Arbeit. Durch die Tübinger Platte wird die Zunge aus dem Nasenraum in die Mundhöhle verlagert, so dass die Atmung und die Nahrungsaufnahme des Säuglings erleichtert wird. Die geänderte Zungenposition begünstigt das koordinierte Ober- und Unterkieferwachstum, die Lautbildung und die Sprachentwicklung.

## Therapie
Die Tübinger Platte unterstützt ein physiologisches Schluckmuster und wirkt sich damit positiv auf die Funktion der Ohrtrompeten (Tuben) und die Belüftung des Mittelohres aus. Eine frühzeitige Plattenanpassung bewirkt darüber hinaus eine Verschmälerung der Gaumenspalte und verbessert so die Bedingungen für den operativen Spaltverschluss.
Das Tübinger Behandlungskonzept setzt sich vor allem aus folgenden Schritten zusammen:
- frühzeitige Plattenanpassung
- Trink- und Schlucktraining
- operativer Verschluss der Gaumenspalte